# Bradypterus
Genre
Bradypterus est un genre de passereaux de la famille des Locustellidae.

## Répartition
Ce genre se trouve à l'état naturel en Afrique subsaharienne.

## Liste alphabétique des espèces
Selon la classification de référence du Congrès ornithologique international (version 14.2, 2024) il regroupe 12 espèces :
- Bradypterus sylvaticus Sundevall, 1860 — Bouscarle de Knysna
- Bradypterus bangwaensis Delacour, 1943 — Bouscarle du Cameroun
- Bradypterus barratti Sharpe, 1876 — Bouscarle des fourrés
- Bradypterus lopezi (Alexander, 1903) — Bouscarle de Lopes
- Bradypterus cinnamomeus (Rüppell, 1840) — Bouscarle cannelle
- Bradypterus seebohmi (Sharpe, 1879) — Amphilaïs tachetée
- Bradypterus brunneus (Sharpe, 1877) — Droméocerque brun
- Bradypterus grandis Ogilvie-Grant, 1917 — Bouscarle géante
- Bradypterus baboecala (Vieillot, 1817) — Bouscarle caqueteuse
- Bradypterus carpalis Chapin, 1916 — Bouscarle à ailes blanches
- Bradypterus graueri Neumann, 1908 — Bouscarle de Grauer
- Bradypterus centralis Neumann, 1908 — Bouscarle de Neumann

## Taxonomie
En 2018, l'espèce Bradypterus alfredi a été rattachée au genre Locustella par la classification de référence du Congrès ornithologique international (version 8.2, 2018). En revanche Bradypterus seebohmi a été déplacée depuis l'ancien genre Amphilais.